# 贝尔蒂尼亚
贝尔蒂尼亚（法語：Bertignat，法語發音：[bɛʁtiɲa]）是法国多姆山省的一个市镇，属于昂贝尔区。

## 地理
贝尔蒂尼亚（45°37'3"N, 3°40'51"E）面积24.31 平方千米，位于法国奥弗涅-罗讷-阿尔卑斯大区多姆山省，该省份为法国中南部省份，北起阿列省接壤，东临卢瓦尔省，南至上盧瓦爾省和康塔爾省，西接科雷兹省和克勒兹省。
与贝尔蒂尼亚接壤的市镇（或旧市镇、城区）包括：昂贝尔、拉沙佩勒阿尼翁、格朗瓦勒、若布、马拉、蒂奥利耶尔、韦尔托莱。

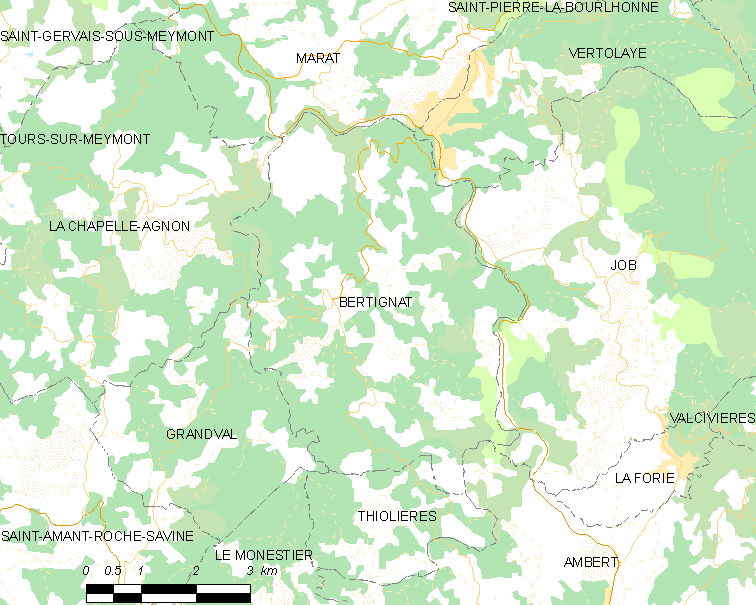
贝尔蒂尼亚的OSM定位图

贝尔蒂尼亚的时区为UTC+01:00、UTC+02:00（夏令时）。

## 行政
贝尔蒂尼亚的邮政编码为63480，INSEE市镇编码为63037。

## 政治
贝尔蒂尼亚所属的省级选区为利夫拉杜瓦山县。

## 人口

1962-2008年间贝尔蒂尼亚人口变化图示

贝尔蒂尼亚于2022年1月1日时的人口数量为471人。